# México en los Juegos Olímpicos de París 1924
México estuvo representado en los Juegos Olímpicos de París 1924 por un total de 15 deportistas masculinos que compitieron en 3 deportes.
El equipo olímpico mexicano no obtuvo ninguna medalla en estos Juegos.
Fue la primera vez que deportistas mexicanos compitieron bajo su bandera, pues en la primera participación del país en París 1900, todos sus deportistas habían formado parte de un equipo norteamericano de polo.

## Participantes por deporte
Fue la primera aparición olímpica de México en los tres deportes en los que participó.
| N.º | Deporte   | Hombres | Mujeres | TOTAL |
| --- | --------- | ------- | ------- | ----- |
| 1   | Atletismo | 11      | 0       | 11    |
| 2   | Tenis     | 2       | 0       | 2     |
| 3   | Tiro      | 2       | 0       | 2     |
|     | TOTAL     | 15      | 0       | 15    |

## Atletismo
México registró a 12 competidores para las pruebas de Atletismo, aunque finalmente solo 11 participaron. Un atleta de nombre F. Cuevas no participó en ninguna de las competencias en que estuvo inscrito.
| Atleta              | Evento                                 | Heats       | Heats     | Cuartos de final | Cuartos de final | Semifinal     | Semifinal     | Final      | Final      |
| Atleta              | Evento                                 | Resultado   | Posición  | Resultado        | Posición         | Resultado     | Posición      | Resultado  | Posición   |
| ------------------- | -------------------------------------- | ----------- | --------- | ---------------- | ---------------- | ------------- | ------------- | ---------- | ---------- |
| Mariano Aguilar     | 100 m                                  | Desconocido | 4         | No avanzó        | No avanzó        | No avanzó     | No avanzó     | No avanzó  | No avanzó  |
| Mariano Aguilar     | 200 m                                  | Desconocido | 5         | No avanzó        | No avanzó        | No avanzó     | No avanzó     | No avanzó  | No avanzó  |
| Mariano Aguilar     | relevos 4 × 100 m                      | No inició   | No inició | No inició        | No inició        | No inició     | No inició     | No inició  | No inició  |
| Jesús Aguirre       | Lanzamiento de bala                    | N/A         | N/A       | N/A              | N/A              | 9.47          | 10            | No avanzó  | No avanzó  |
| Jesús Aguirre       | Lanzamiento de disco                   | No inició   | No inició | No inició        | No inició        | No inició     | No inició     | No inició  | No inició  |
| Herminio Ahumada    | 100 m                                  | Desconocido | 6         | No avanzó        | No avanzó        | No avanzó     | No avanzó     | No avanzó  | No avanzó  |
| Herminio Ahumada    | 200 m                                  | Desconocido | 4         | No avanzó        | No avanzó        | No avanzó     | No avanzó     | No avanzó  | No avanzó  |
| Herminio Ahumada    | relevos 4 × 100 m                      | No inició   | No inició | No inició        | No inició        | No inició     | No inició     | No inició  | No inició  |
| Herminio Ahumada    | relevos 4x400 m                        | No inició   | No inició | No inició        | No inició        | No inició     | No inició     | No inició  | No inició  |
| Guillermo Amparán   | 400 m                                  | 52.0        | 4         | No avanzó        | No avanzó        | No avanzó     | No avanzó     | No avanzó  | No avanzó  |
| Guillermo Amparán   | 800 m                                  | N/A         | N/A       | Desconocido      | 5                | No avanzó     | No avanzó     | No avanzó  | No avanzó  |
| Guillermo Amparán   | 1500 m                                 | No inició   | No inició | No inició        | No inició        | No inició     | No inició     | No inició  | No inició  |
| Guillermo Amparán   | relevos 4x400 m                        | No inició   | No inició | No inició        | No inició        | No inició     | No inició     | No inició  | No inició  |
| Francisco Contreras | Salto de longitud                      | N/A         | N/A       | N/A              | N/A              | 5.735         | 11            | No avanzó  | No avanzó  |
| Francisco Contreras | 110 m vallas                           | No inició   | No inició | No inició        | No inició        | No inició     | No inició     | No inició  | No inició  |
| Francisco Contreras | relevos 4 × 100 m                      | No inició   | No inició | No inició        | No inició        | No inició     | No inició     | No inició  | No inició  |
| F. Cuevas           | 800 m                                  | No inició   | No inició | No inició        | No inició        | No inició     | No inició     | No inició  | No inició  |
| F. Cuevas           | 10,000 m                               | No inició   | No inició | No inició        | No inició        | No inició     | No inició     | No inició  | No inició  |
| F. Cuevas           | 3,000 steeplechase m                   | No inició   | No inició | No inició        | No inició        | No inició     | No inició     | No inició  | No inició  |
| F. Cuevas           | Cross Country individual y por equipos | No inició   | No inició | No inició        | No inició        | No inició     | No inició     | No inició  | No inició  |
| F. Cuevas           | 3,000 metros por equipo                | No inició   | No inició | No inició        | No inició        | No inició     | No inició     | No inició  | No inició  |
| Pedro Curiel        | 5000 m                                 | N/A         | N/A       | N/A              | N/A              | Desconocido   | 12            | No avanzó  | No avanzó  |
| Pedro Curiel        | 1500 m                                 | Se retiró   | Se retiró | Se retiró        | Se retiró        | Se retiró     | Se retiró     | Se retiró  | Se retiró  |
| Pedro Curiel        | 10000 m                                | N/A         | N/A       | N/A              | N/A              | N/A           | N/A           | No terminó | No terminó |
| Pedro Curiel        | 3,000 steeplechase m                   | No inició   | No inició | No inició        | No inició        | No inició     | No inició     | No inició  | No inició  |
| Pedro Curiel        | Cross Country individual y por equipos | No inició   | No inició | No inició        | No inició        | No inició     | No inició     | No inició  | No inició  |
| Pedro Curiel        | 3,000 metros por equipo                | No inició   | No inició | No inició        | No inició        | No inició     | No inició     | No inició  | No inició  |
| Juan Escutia        | 400 m                                  | Desconocido | 5         | No avanzó        | No avanzó        | No avanzó     | No avanzó     | No avanzó  | No avanzó  |
| Juan Escutia        | 1500 m                                 | N L'art     | N L'art   | N L'art          | N L'art          | N L'art       | N L'art       | N L'art    | N L'art    |
| Juan Escutia        | 800 m                                  | No inició   | No inició | No inició        | No inició        | No inició     | No inició     | No inició  | No inició  |
| Juan Escutia        | 3000 steeplechase m                    | No inició   | No inició | No inició        | No inició        | No inició     | No inició     | No inició  | No inició  |
| Juan Escutia        | Cross Country individual y por equipos | No inició   | No inició | No inició        | No inició        | No inició     | No inició     | No inició  | No inició  |
| Juan Escutia        | relevos 4x400 m                        | No inició   | No inició | No inició        | No inició        | No inició     | No inició     | No inició  | No inició  |
| Juan Escutia        | 3000 metros por equipo                 | No inició   | No inició | No inició        | No inició        | No inició     | No inició     | No inició  | No inició  |
| Daniel Eslava       | 1500 m                                 | N/A         | N/A       | N/A              | N/A              | Desconocido   | 7             | No avanzó  | No avanzó  |
| Daniel Eslava       | 5000 m                                 | N/A         | N/A       | N/A              | N/A              | Desconocido   | 13            | No avanzó  | No avanzó  |
| Daniel Eslava       | 3,000 steeplechase m                   | No inició   | No inició | No inició        | No inició        | No inició     | No inició     | No inició  | No inició  |
| Daniel Eslava       | Cross Country individual y por equipos | No inició   | No inició | No inició        | No inició        | No inició     | No inició     | No inició  | No inició  |
| Daniel Eslava       | Marcha 10 km                           | N/A         | N/A       | N/A              | N/A              | Descalificado | Descalificado | No avanzó  | No avanzó  |
| Daniel Eslava       | 3,000 metros por equipo                | No inició   | No inició | No inició        | No inició        | No inició     | No inició     | No inició  | No inició  |
| Carlos Garcés       | 200 m                                  | Desconocido | 3         | No avanzó        | No avanzó        | No avanzó     | No avanzó     | No avanzó  | No avanzó  |
| Carlos Garcés       | 400 m                                  | 51.0        | 3         | No avanzó        | No avanzó        | No avanzó     | No avanzó     | No avanzó  | No avanzó  |
| Carlos Garcés       | relevos 4 × 100 m                      | No inició   | No inició | No inició        | No inició        | No inició     | No inició     | No inició  | No inició  |
| Carlos Garcés       | relevos 4x400 m                        | No inició   | No inició | No inició        | No inició        | No inició     | No inició     | No inició  | No inició  |
| José Martínez       | 200 m                                  | Desconocido | 3         | No avanzó        | No avanzó        | No avanzó     | No avanzó     | No avanzó  | No avanzó  |
| José Martínez       | 400 m                                  | Desconocido | 4         | No avanzó        | No avanzó        | No avanzó     | No avanzó     | No avanzó  | No avanzó  |
| José Martínez       | relevos 4 × 100 m                      | No inició   | No inició | No inició        | No inició        | No inició     | No inició     | No inició  | No inició  |
| José Martínez       | relevos 4x400 m                        | No inició   | No inició | No inició        | No inició        | No inició     | No inició     | No inició  | No inició  |
| Alfonso Stoopen     | Salto de altura                        | No inició   | No inició | No inició        | No inició        | No inició     | No inició     | No inició  | No inició  |
| Alfonso Stoopen     | Salto de longitud                      | N/A         | N/A       | N/A              | N/A              | 5.48          | 8             | No avanzó  | No avanzó  |

## Tenis
| Atleta                          | Evento  | Ronda de 128                     | Ronda de 64       | Ronda de 32                                         | Ronda de 16       | Cuartos de final  | Semifinales       | Final             | Final        |              |
| Atleta                          | Evento  | Oponente marcador                | Oponente marcador | Oponente marcador                                   | Oponente marcador | Oponente marcador | Oponente marcador | Oponente marcador | Posición     |              |
| ------------------------------- | ------- | -------------------------------- | ----------------- | --------------------------------------------------- | ----------------- | ----------------- | ----------------- | ----------------- | ------------ | ------------ |
| Felipe del Canto                | Singles | Lupu (ROU) L 4–6, 3–6, 4–6       | No avanzó         | No avanzó                                           | No avanzó         | No avanzó         | No avanzó         | No avanzó         | No avanzó    |              |
| Mariano Lozano                  | Singles | Bache (DEN) L 6–2, 6–8, 7–9, 4–6 | No avanzó         | No avanzó                                           | No avanzó         | No avanzó         | No avanzó         | No avanzó         | No avanzó    |              |
| Felipe del Canto Mariano Lozano | Dobles  |                                  | Exento            | Zerlentis / Papadopoulos (GRE) L 2–6, 3–6, 6–4, 2–6 | No avanzaron      | No avanzaron      | No avanzaron      | No avanzaron      | No avanzaron | No avanzaron |

## Tiro
| Deportista        | Evento                            | Final      | Final    |
| Deportista        | Evento                            | Puntuación | Posición |
| ----------------- | --------------------------------- | ---------- | -------- |
| Teodoro Hernández | Pistola rápida 25M                | 15         | 30       |
| Manuel Solis      | Pistola rápida 25M                | 17         | 9        |
| Manuel Solis      | Carabina 50M, en posición tendida | 353        | 64       |